# 安井治雄
安井 治雄（やすい はるお、1932年2月11日 - 2003年10月30日）は、日本の経営者。ユニー社長を務めた。

## 経歴
愛知県知多郡東浦町出身。1954年に岐阜薬科大学製造薬学科を卒業し、同年に中外貿易に入社。1957年にエーザイを経て、1960年に西川屋(のちのユニー)に転じ、1963年に取締役に就任し、1979年5月に専務、1984年1月に副社長を経て、1990年2月に社長に就任。1991年5月から1993年5月までにに会長を務めた。
2003年10月30日動脈瘤破裂のために死去。71歳没。